# Ladcy (rejon swietłahorski)
Ladcy (biał. Лядцы; ros. Лядцы) – wieś na Białorusi, w obwodzie homelskim, w rejonie swietłahorskim, w sielsowiecie Mikałajeuka. W 2019 roku liczyła 32 mieszkańców.